# Qualle
Als Qualle, im wissenschaftlichen Sprachgebrauch auch Meduse oder Medusa (Pl. Medusen; Medusae) genannt, bezeichnet man ein Lebensstadium von Nesseltieren (Cnidaria). Quallen sind keine systematisch-taxonomische Gruppe.
Erweiternd wird der Ausdruck auch für die Rippenquallen (Ctenophora) benutzt. Früher wurden die Rippenquallen zu den Nesseltieren gestellt oder mit den Nesseltieren als Hohltiere (Coelenterata) zusammengefasst. Heute gelten die Rippenquallen als eigener Tierstamm, der mit den Nesseltieren wahrscheinlich nicht näher verwandt ist.
Die meisten Arten mit einem Quallenstadium leben im Meer. Es gibt aber auch wenige Arten von Süßwasserquallen, von denen eine aus Asien eingeschleppte mittlerweile auch in deutschen Gewässern heimisch ist. Die heimischen Süßwasserpolypen durchlaufen hingegen kein Medusenstadium.

## Quallen im Lebenszyklus
Für viele Nesseltiere typisch ist ein Generationswechsel, bei dem sich ein festsitzendes Stadium, Polyp genannt, und ein frei schwimmendes Medusen- oder Quallenstadium regelmäßig abwechseln, Metagenese genannt. Der Polyp erzeugt auf ungeschlechtlichem Wege, z. B. durch Sprossung (manchmal Strobilation genannt) freischwimmende Medusen, die durch geschlechtliche Fortpflanzung (über Keimzellen) eine Larve, die Planula bilden, die sich festsetzt und erneut zum Polypen differenziert. Das frei schwimmende Quallenstadium ist also nur ein Teil des komplexen Lebenszyklus der entsprechenden Art. Oft ist es schwierig und langwierig, die zu einer Qualle gehörende Polypengeneration zu identifizieren, die nicht selten irrtümlich als eigene Art beschrieben worden ist.
Der genannte Lebenszyklus ist typisch für Nesseltiere der Klassen Scyphozoa (Schirmquallen), Cubozoa (Würfelquallen) und Hydrozoa. Die Anthozoa durchlaufen nie ein Quallenstadium. Auch bei den genannten Klassen ist der Generationswechsel bei vielen Arten abgewandelt, bei einigen Arten ist dabei eines der Stadien (Qualle oder Polyp) verloren gegangen. Es gibt auch wenige Quallenarten ohne Polypenstadium.

## Körperbau

Achsen einer Qualle

Körperbau einer Qualle:
1 Ektoderm ; 2 Mesogloea ; 3 Gastrodermis ; 4 Magen ; 5 Radiärer Kanal ; 6 Zirkulärer Kanal ; 7 Tentakel ; 8 Velum ; 9 Äußerer Nervenring ; 10 Innerer Nervenring ; 11 Gonaden ; 12 Magenstiel ; 13 Mund / After (Anus) ; 14 Aborale Oberfläche ; 15 Orale Oberfläche.

Quallen sind abgeplattet schirmartig aufgebaut mit einem hängenden Magenstiel (Manubrium), an dessen Unterseite sich eine Mundöffnung befindet. Sie bestehen überwiegend aus zwei einschichtigen, nur knapp ein fünfzigstel Millimeter dicken Gewebslagen (Epithelien), der Außenhaut (Exodermis oder auch Epidermis) und der den Magenraum auskleidenden Innenhaut (Endodermis oder auch Gastrodermis), zwischen denen eine überwiegend zellfreie Schicht, die Mesogloea, liegt. Diese ist gallertartig, so dass der gesamte Organismus zu rund 98 bis 99 Prozent aus Wasser besteht. Quallen besitzen dadurch etwa dieselbe Dichte wie das umgebende Wasser. In die Mesogloea ist ein zentraler Magenhohlraum eingelagert, von dem Manteltaschen oder Radialkanäle abgehen, die bei vielen Arten mit einem Ringkanal außen am Schirm in Verbindung stehen. Am Schirmrand sitzen bei einigen Arten Augen (Ocellen) und Schweresinnesorgane (Statozysten). Außerdem sitzen im Inneren die, oft gefärbten, Keimdrüsen (Gonaden). Quallen sind meist getrenntgeschlechtlich, es gibt also männliche und weibliche Exemplare.
Die meisten Quallen haben lange Tentakel, die mit Nesselzellen ausgestattet sind. Diese benutzen sie zum Fang von Beutetieren und zur Verteidigung. Diese Nesselzellen sind über die Fangarme verstreut und bilden ein giftiges Sekret. Kommt es zu einer Berührung am Cnidocil (einem stielförmigen Fortsatz der Nesselzellen), platzt die Nesselkapsel im Innern der Nesselzelle mit einem Druck von 150 bar auf und stülpt einen sogenannten Nesselfaden nach außen, der gleichzeitig das in der Nesselkapsel enthaltene, lähmende Gift abgibt. Meist ist der Nesselfaden dazu noch mit Bohrstacheln besetzt. Nach Gebrauch werden die Nesselkapseln abgestoßen und durch neu gebildete ersetzt.

## Fortbewegung
Quallen schwimmen durch eine sich zusammenziehende Bewegung ihres Schirmes, bei der sie nach dem Rückstoßprinzip Wasser nach unten ausstoßen. Der Rückstoß erzeugt einen Vortrieb, auch wenn beim Ansaugvorgang dieselbe Menge Wasser eingesaugt wird. Dies liegt daran, dass er schnell und düsenartig nach hinten gerichtet erfolgt, während das einströmende Wasser langsam und ungerichtet angesaugt wird. Mit diesem Prinzip können sie bis zu zehn Kilometer pro Stunde zurücklegen. Quallen sind nicht in der Lage, längere Strecken gegen eine Wasserströmung anzuschwimmen. Trotz ihrer Größe werden sie daher zum Plankton gerechnet. Gemeinsam mit den Rippenquallen bilden sie darin eine eigene Kategorie, das „gelatinöse“ Plankton.

## Lebensweise und Ernährung
Quallen sind ein wesentlicher Bestandteil der im freien Wasser lebenden (pelagialen) Lebensgemeinschaft der Ozeane. Ihre Erforschung ist aber schwierig, weil sie zu unregelmäßigen Massenvermehrungen neigen. Da die meisten Arten Räuber sind, sind sie Nahrungskonkurrenten von Fischarten. Einige Arten ernähren sich auch von Fischlarven. Manchmal, wie zum Beispiel im norwegischen Lurefjord, bilden sich von Quallen dominierte Lebensgemeinschaften (hier die Kronenqualle Periphylla periphylla), sodass Fische fast völlig verdrängt werden, mit einschneidenden Folgen für die Ökologie des Gewässers. Dies ist aber die Ausnahme. Teilweise wird aber befürchtet, dass der Mensch durch Überfischung auch andernorts verbreitet das Gleichgewicht zugunsten der Quallen verschieben könnte.
Quallen ernähren sich weit überwiegend karnivor von Zooplankton, vor allem kleinen Krebstieren wie Ruderfußkrebsen (Copepoden), Protozoen und Larven anderer Meeresorganismen; größere Arten können auch größere frei schwimmende Organismen, bis hin zu Fischen und anderen Quallen, erbeuten. Kleinere Arten und Jugendstadien nehmen auch Phytoplankton auf, die Ohrenqualle Aurelia aurita beispielsweise Beutetiere mit bis zu etwa 44 Millimeter Schirmdurchmesser. Die durch die nesselnden Tentakel getötete oder betäubte Beute wird durch Verkürzung der Tentakel zur Mundöffnung befördert und anschließend verschlungen.
Quallen der Gattung Cassiopea können außerdem in Symbiose mit Algen leben, die ihren Wirt mit der nötigen Nahrung versorgen.

## Fossile Quallen
Dass von weichhäutigen, fast nur aus Wasser bestehenden Organismen wie Quallen überhaupt Fossilien entstehen können, ist erstaunlich und nur unter ganz besonderen Umständen möglich. Fossile Quallen sind daher äußerst selten und vor allem aus zwei Erdzeitaltern, dem Kambrium und dem Karbon bekannt. Zahlreiche zunächst quallenähnlich erscheinende Fossilien, als „Medusoide“ bezeichnet, erwiesen sich bei genauer Nachprüfung nicht als Quallen. Ihre Natur ist oft unklar, einige sind offensichtlich nicht einmal tatsächliche Fossilien, sondern gehen auf anorganische Prozesse zurück. So wurden alle möglichen Quallenfossilien aus dem Präkambrium als falsch entlarvt. Die ältesten zugeordneten Fossilien stammen aus der dritten Serie des Kambriums, zum Beispiel der berühmten Lagerstätte des Burgess-Schiefer. In der mittelkambrischen Marjum-Formation in Utah, USA wurden erstaunlich gut erhaltene fossile Quallen mit Tentakeln und sogar Spuren von Muskeln und Keimdrüsen gefunden. Aus dieser Zeit liegen bereits erkennbare Fossilien aller drei Klassen (Cubozoa, Hydrozoa, Scyphozoa) vor, deren Entstehung und Radiation damit bereits noch länger zurückliegen muss. Möglicherweise gehen damit auch die Quallen auf die große Radiation am Beginn des Kambriums (Kambrische Explosion) zurück.
Die älteste fossil erhaltene Art, die unzweifelhaft zu den Quallen gehörte, ist nach gegenwärtiger Kenntnis Burgessomedusa phasmiformis. Sie lebte im Wuliuum, einer Stufe des mittleren Kambriums vor etwa 509 bis 504,5 Millionen Jahren und blieb in Schichten des Burgess-Schiefers fossil erhalten. Erhalten blieben Abdrücke des Schirms mit Tentakeln, selten auch von inneren Organen wie Keimdrüsen (Gonaden). Rekonstruiert wird ein vierzählig symmetrischer (tetraradialer) Schirm, dessen Höhe seine Breite überstieg, mit einem Tentakelkranz von über 90 fingerförmigen Tentakeln. Manchmal ist auch der Magenstiel (Manubrium) sichtbar. Die Art könnte zu den Würfelquallen (Cubozoa) oder deren gemeinsamer Stammgruppe mit den Schirmquallen (Scyphozoa) gehört haben.
Aus dem Rotliegend (Perm) Mitteleuropas sind die Süßwasserquallen Medusina limnica (Müller, 1978), Medusina atava (Pohlig, 1898) und Medusina strigillata (Müller, 1982) nachgewiesen. Fossile Quallen sind ferner nachgewiesen auch aus dem Ordovizium (Marokko, Kanada), Trias (Frankreich) und dem oberen Jura (Cerin, Frankreich und Altmühltal, Süddeutschland). Die Plattenkalke im Altmühltal haben eine diverse Fauna fossiler Quallen und Medusen. Berühmt ist Pfalzpaint als ehemaliges Wattgebiet, das hervorragend erhaltene Quallen und Hydromedusen geliefert hat.

## Quallen in Zoologischen Gärten
Die Haltung und Zucht von Quallen ist sehr aufwändig und schwierig, da in den Aquarien immer eine Wasserströmung aktiv sein muss. Auch benötigen die einzelnen Entwicklungsstadien ganz bestimmte (und meist unterschiedliche) Lebensbedingungen, wie Wassertemperatur und Nahrungsangebot (Plankton). Zudem kann man Quallen meist nicht mit anderen Arten halten, da diese sich verletzen könnten. Quallen werden daher nur in wenigen Aquarien präsentiert. Zu sehen sind sie beispielsweise im Haus des Meeres in Wien oder im April 2006 eröffnete der Vergnügungs- und Tierpark Ocean Park Hong Kong das Sea Jelly Spectacular.
Ende 2015 berichtet der Tiergarten Schönbrunn über den Zuchterfolg der seltenen Riesenqualle Rhizostoma luteum aus dem Mittelmeer.

## Fressfeinde
Traditionell wurde wissenschaftlich oft die Ansicht vertreten, Quallen wären als Beute von marinen Prädatoren ohne große Bedeutung, da sie aufgrund des hohen Wassergehalts im Fang zu wenig lohnend seien. Neuere Forschungen (vgl.) stellen dies in Frage. Wichtig waren dabei insbesondere die Arbeiten der kanadischen Meeresbiologin Mary Needler Arai. Allerdings gibt es nur wenige auf Quallen spezialisierte Räuber. Die meisten Arten mit hohen Beuteanteilen nutzen zumindest anderes gelatinöses Plankton wie Rippenquallen und Salpen in vergleichbarer Weise. So ist keine auf Quallen spezialisierte Fischart bekannt und nur sehr wenige Arten mit Spezialisierung auf gelatinöses Plankton generell. Der lange als Spezialist geltende Mondfisch Mola mola nimmt nach neueren Untersuchungen größere Mengen anderer Beuteorganismen an als früher gedacht. Dennoch sind inzwischen zahlreiche Fischarten identifiziert, bei denen Quallen zum normalen Beutespektrum gehören. Dies war früher aufgrund methodischer Schwierigkeiten unterschätzt worden: Quallen werden bei Mageninhaltsanalysen oft übersehen, da sie sich bei Konservierung mit Alkohol und Formalin zersetzen. Aufgrund des starken Massenwechsels von Quallen, mit kurzen Massenvorkommen („Blüten“), gefolgt von langen Perioden geringer Dichte, schwenken viele Fischarten als opportunistische Räuber auf Quallen als Beute vor allem dann um, wenn diese besonders häufig sind.
Als einziger spezialisierter Räuber von Quallen unter den Wirbeltieren seit langem bekannt ist die Lederschildkröte (Dermochelys coriacea). Diese können, bei einem Lebendgewicht von 450 Kilogramm, pro Tag durchschnittlich 330 Kilogramm Quallen erbeuten, also fast drei Viertel ihrer Körpermasse pro Tag. Es wird angenommen, dass gerade die hohe Körpermasse, verbunden mit hoher Beweglichkeit, der Art die Spezialisierung erlaubt: Sie kann lange hungern und dabei von Quallenblüte zu Quallenblüte schwimmen. Diese Strategie steht kleineren Räubern mit hohem Grundumsatz nicht zur Verfügung. Auch andere Seeschildkröten wie die überwiegend pflanzenfressende Grüne Meeresschildkröte (Chelonia mydas) nutzen opportunistisch je nach Angebot auch Quallen aus. Keine andere Art ist darauf spezialisiert. Durch Techniken wie aufmontierte mobile Kameras wurden auch Vogelarten, etwa Pinguine und selbst Albatrosse als Quallenräuber bestätigt. Das einzige Säugetier, das Quallen in relevanten Mengen nutzt, ist aber nach heutiger Kenntnis der Mensch.

## Quallen und Menschen

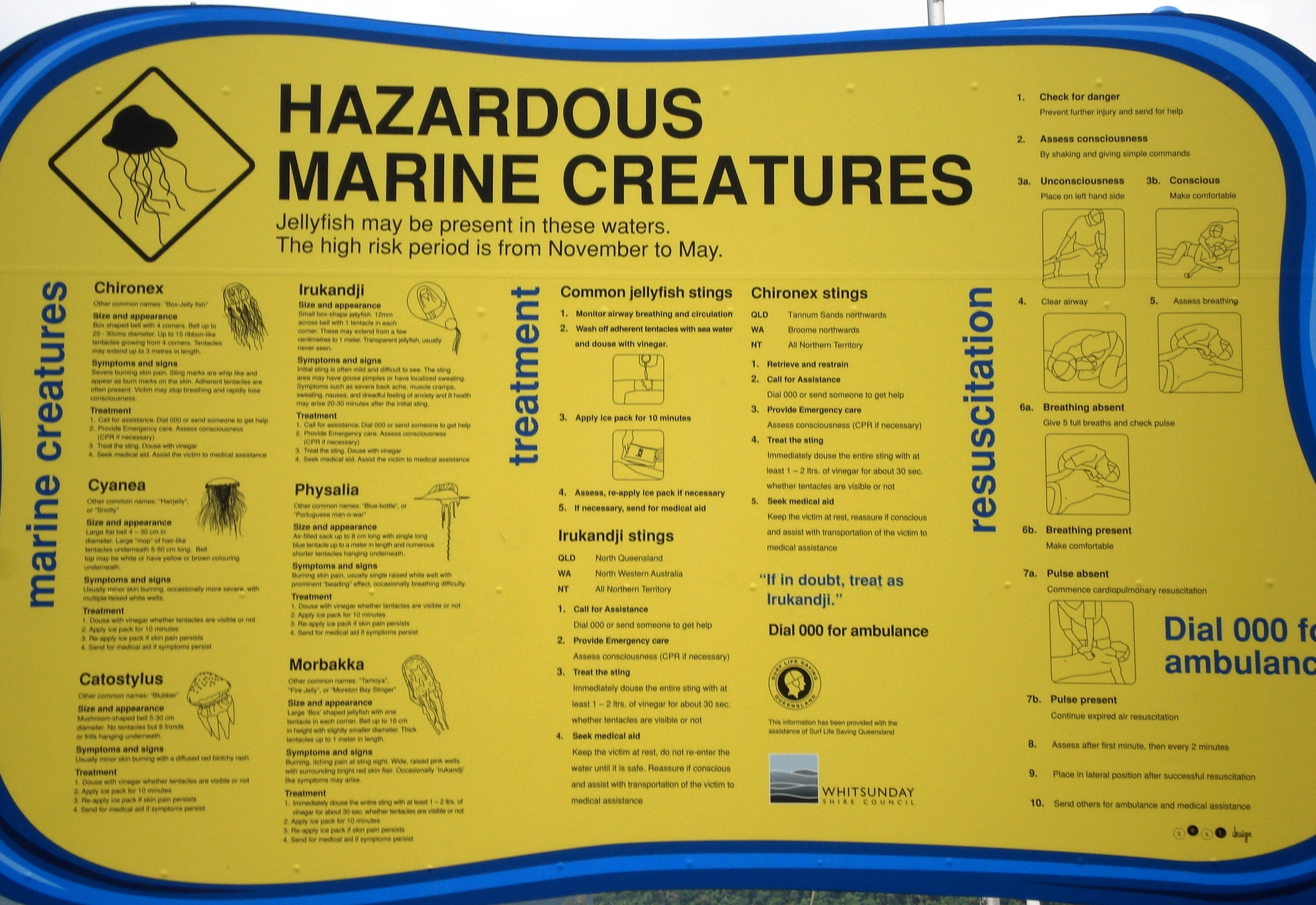
Informationstafel zu giftigen Quallen (u. a. Chironex fleckeri, Carukia barnesi, Morbakka fenneri, Physalia physalis) und der Behandlung (in Australien)

Bei Menschen verursacht das über die Nesselzellen abgesonderte Sekret meist einen brennenden Schmerz, Hautrötungen oder juckende Ausschläge (Blasenbildungen, Schwellungen). Unbehandelt ist die Wirkung mit einer leichten Verbrennung zu vergleichen, es können über Monate sichtbare Pigmentveränderungen oder sogar Narben zurückbleiben. Das Gift einiger weniger Arten kann Atembeschwerden, Brechreiz oder gar einen Kreislaufkollaps verursachen. Bleiben die Tentakel oder Teile davon am Menschen haften, so sollten diese nicht mit bloßen Händen berührt werden, da sie noch sehr lange Gift absondern können. Aus dem gleichen Grund ist auch die Berührung gestrandeter Quallen nicht ratsam.
Einige Quallenarten entwickeln eine starke, bisweilen für den Menschen lebensgefährliche Nesseltätigkeit. Dazu gehören Würfelquallen (Cubomedusae), Solmundella bitentaculata, die mit ihren Tentakeln Fische greift, und Chiropsalmus, deren Nesseln Schwellungen der Haut und Krampfzustände hervorrufen können. Besonders berüchtigt ist das Gift der australischen Seewespe.
Für spezifische Zwecke wurden eigens der Quallenschutzanzug entwickelt.

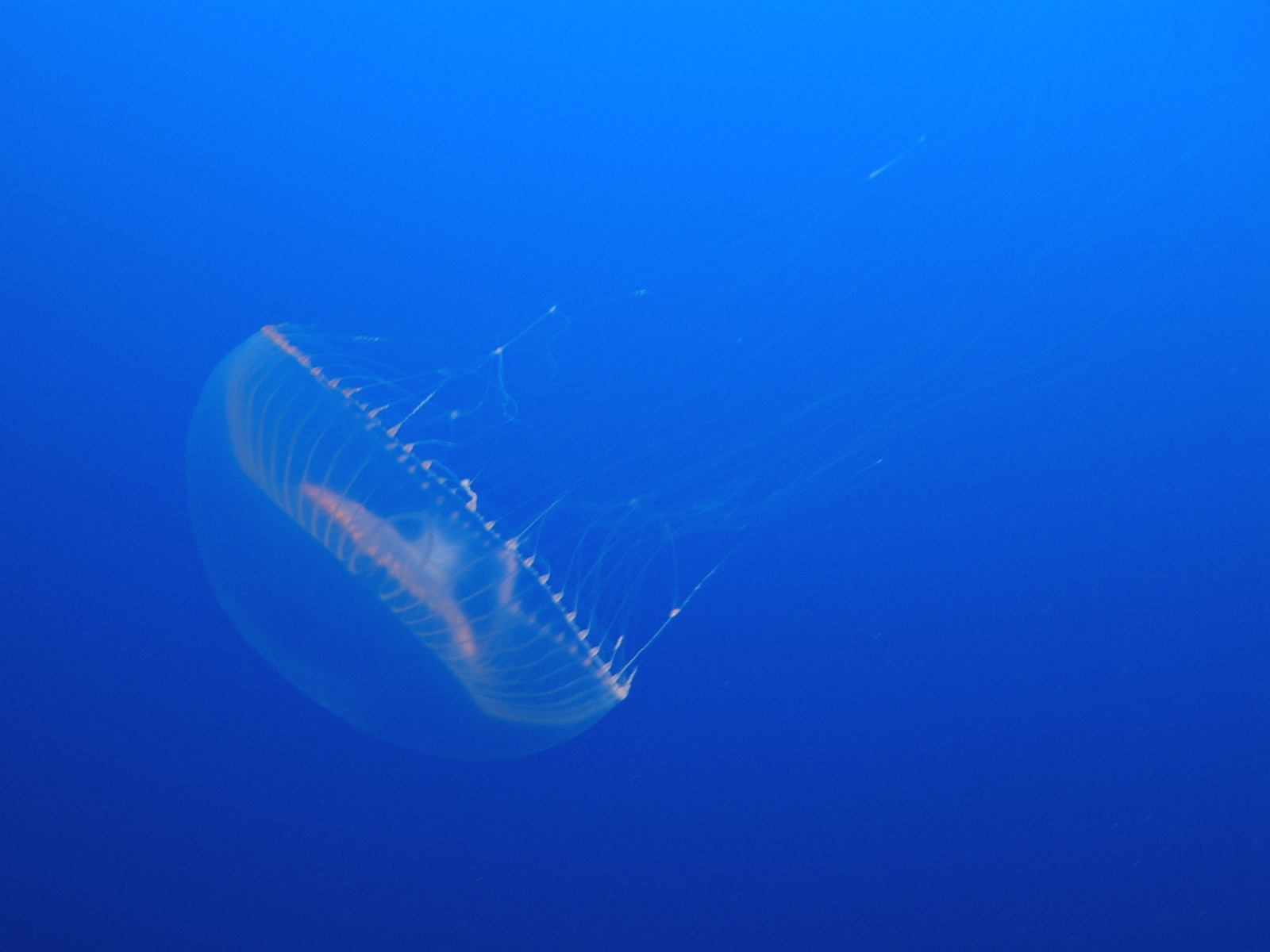
Aequorea victoria

### Wissenschaftliche Nutzung
Quallen spielen in der Wissenschaft eine immer größere Rolle. Bereits in den 1960er-Jahren wurde grün fluoreszierendes Protein (GFP) aus Aequorea victoria untersucht, das seit Mitte der 1990er-Jahre eine große Rolle in der Molekular- und Zellbiologie spielt.
Seit der Problematik um BSE geraten Quallen auch als Lieferant von Kollagen ins Visier von Forschung und Industrie. Neben dem Einsatz bei Kosmetika und plastischer Chirurgie untersuchen Wissenschaftler die Verwendung als Knorpelersatz bei verschlissenen Gelenken.
Ende 2013 stellten Mathematiker der New York University ein ultraleichtes Modell-Fluggerät vor, das die Fortbewegung von Quallen imitiert, der erste Ornithopter, der ohne Regelung und aerodynamische Stabilisierung auskommt.

### Quallen in der Aquarienhaltung

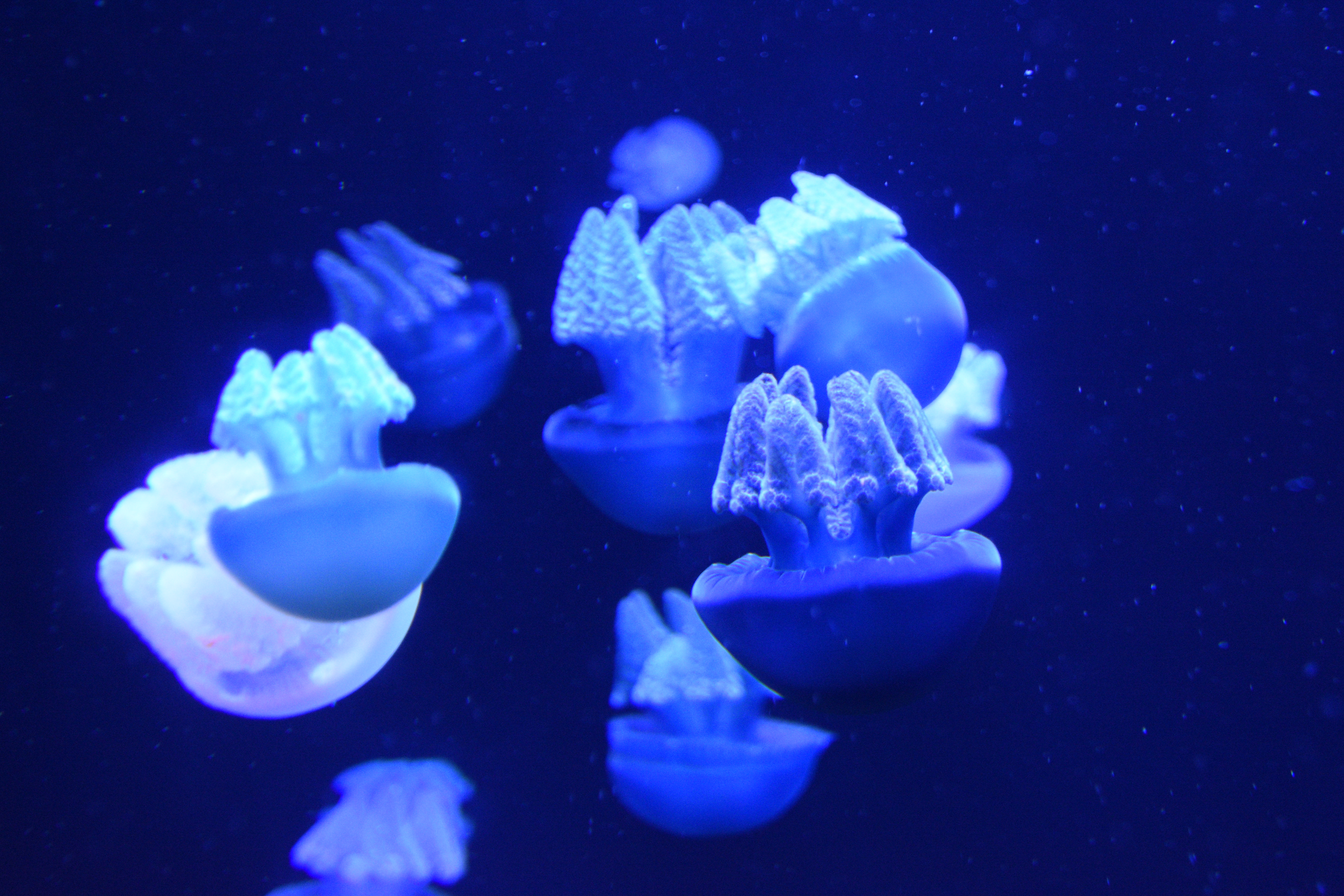
Kreuzquallen in einem Aquarium in Baltimore, USA

Der Zierwert von Quallen im Aquarium hat dazu geführt, dass einige Museen wie das Ozeaneum Stralsund oder das Aquarium Berlin sie ausstellen, obwohl ihre Haltung sehr aufwändig und teuer ist. Neben einem speziellen, runden Quallenaquarium werden Strömungspumpen benötigt. Für die Versorgung größerer Arten, wie der Kompassqualle Chrysaora hysoscella, sollten zudem auch gleich kleinere Spezies, wie z. B. die Ohrenqualle Aurelia aurita, als Nahrung mit gezüchtet werden.
Für Privatmenschen, die gern Quallen in einem Aquarium halten möchten, ist dies mit einem sehr hohen Aufwand verbunden. Arten, die im Freiwasser schwimmen, benötigen eine zuverlässige, ununterbrochen zirkulierende Strömung sowie eine besondere Filtertechnik. Neben der – am leichtesten zu haltenden – Ohrenqualle eignen sich auch die Gepunktete Wurzelmundqualle Phyllorhiza punctata, die Lagunenqualle Mastigias papua oder die Kreuzqualle Catostylus mosaicus. Es können auch mehrere Exemplare gemeinsam gehalten werden.

### Verwendung als Nahrungsmittel

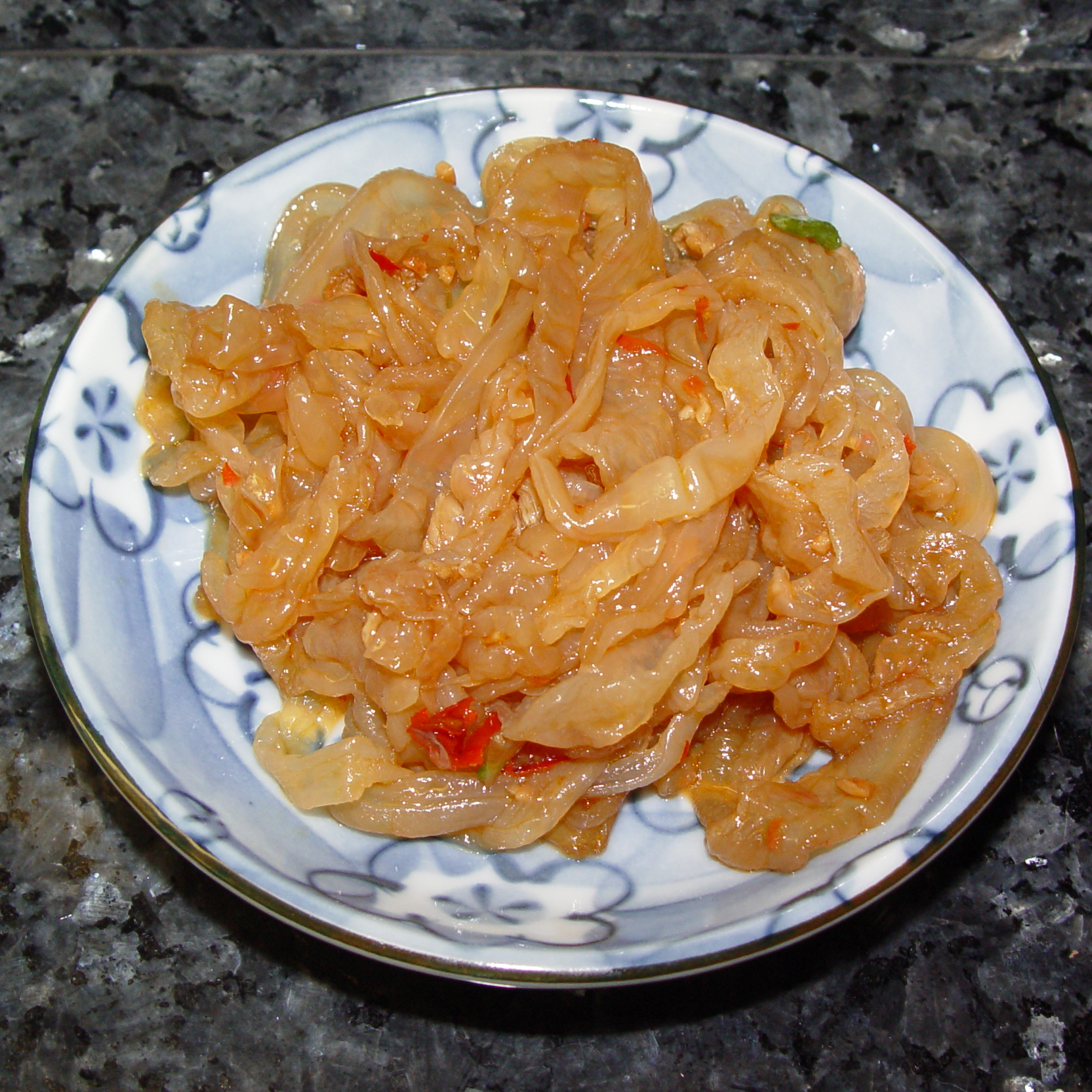
Vorspeise Quallenstreifen in Sojasauce, Sesamöl und Chilisauce

Vor allem in der asiatischen Küche werden einige nicht giftige Quallen als Speise bereitet und gegessen. Alle essbaren Arten gehören zu den Wurzelmundquallen (Ordnung Rhizostomae). Folgende Arten werden verwendet: Familie Cepheidae: Cephea cephea (Forskål, 1775). Familie Catostylidae: Catostylus mosaicus (Quoy & Gaimard, 1824), Crambione mastigophora Maas 1903, Crambionella orsisi (Vanhöffen, 1888). Familie Lobonematidae: Lobonema smithii Mayer, 1910, Lobonemoides gracilis Light, 1914. Familie Rhizostomatidae: Rhizostoma pulmo (Macri, 1778), Rhopilema esculentum Kishinouye, 1891, Rhopilema hispidum (Vanhöffen, 1888), Neopilema nomurai Kishinouye, 1922. Familie Stomolophidae: Stomolophus meleagris Agassiz, 1862. Es handelt sich in allen Fällen um große, relativ derbe Arten mit großem Schirm. Händler und Köche unterscheiden dabei nicht die Arten, sondern eine Reihe von Typen anhand äußerlicher Kennzeichen, z. B. Roter oder Chinesischer Typ, Weißer Typ, Sandtyp usw. Die Fischerei erfolgt tagsüber mit Netzen, besonders oft Stellnetzen. Die wichtigsten Produzenten sind China, die Philippinen, Vietnam, Thailand, Malaysia, Indonesien und Myanmar. Die wichtigsten Konsumenten sind Japan und China. Für Handel und Transport wird der Mundstiel mit den Tentakeln entfernt und der Schirm durch Einlegen in Salz entwässert. Sie verlieren dabei mehr als 90 Prozent ihres Frischgewichts. Vor der Zubereitung werden sie über Nacht gewässert. Die jährliche Ernte wird auf etwa 321.000 Tonnen Frischgewicht pro Jahr geschätzt.

### Trivia
In der Astronomie trägt der Typus der Quallen-Galaxie aufgrund seiner speziellen Form seinen Namen.

## Rundfunkberichte
- Dagmar Röhrlich: Unter Quallen – Begegnung mit dem Schwarm, Deutschlandfunk – „Wissenschaft im Brennpunkt“ vom 3. Juni 2018